# 핑거 선착장

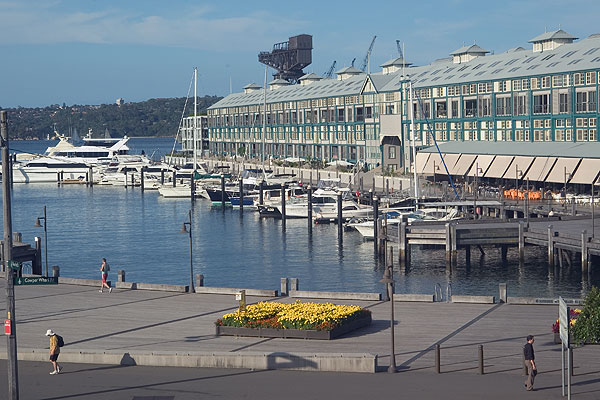
핑거 선착장

핑거 선착장(Finger Wharf) 또는 울루물루 선착장(Woolloomooloo Wharf)은 오스트레일리아 뉴사우스웨일스주 시드니에 위치한 선착장으로 1915년 완공된 세계에서 가장 넓은 목조 선착장이다. 길이 410미터, 폭 64미터 구조의 선착장은 방파제를 따라 2개의 건물로 이루어져 있다.
이 항구는 약 70년 동안 양모를 수출하기 위한 목적으로 사용되었고 1차 세계 대전 동안에는 새로운 이주민이 도착하거나 군수 물자를 조달하기 위한 항구로 사용되었다.
오늘날에는 호텔과 레스토랑, 주거 시설이 위치한 복합 건축물로 재개발되었다. 오스트레일리아 출신 영화배우 러셀 크로가 핑거 선착장에 위치한 1,400만 달러에 달하는 펜트 하우스를 소유하고 거주하는 것으로 알려져있다.

## 역사
선착장은 1911년부터 1915년까지 Sydney Harbour Trust에 의해 건설되었다. 20세기까지는 활발히 운영되던 선착장이었으나, 1970년대 컨테이너와 여객을 수용할 수 있는 새로운 항구가 개발되며 항구의 사용 빈도가 급감하자 1987년 주 정부는 이 선착장을 이용하지 않기로 결정했다.
울루물루 만에 선착장을 대체할 새로운 복합 시설을 건축하기로 승인하고 1991년 1월 발파 작업을 시작하려 하였으나 환경 보호 단체들의 반대에 막혀 계획이 무산되었다.

## 같이 보기
- 시드니의 관광